# 競輪の戦法
競輪の戦法（けいりん の せんぽう）では、競輪選手が勝利する為の三つの戦法（自力戦法型、他力戦法型、自在型）について説明する。

## 自力戦法型タイプ
- 逃げ

打鐘前後（ラスト一周半）から先頭位置にいて、そのまま逃げる戦法。
- かまし先行

打鐘前は中盤以降に待機していて、打鐘位から一気にスパートしていきなり先頭になりそのまま逃げる戦法。
- 捲くり

打鐘後（ラスト一周）で1コーナー以降で一気にスパートして抜き出す戦法。
- 番手捲くり

逃げた選手の番手から捲くること（あまり早く捲くると逃げた選手がシンガリ負けになることが多い）

## 他力戦法型タイプ
- 追い込み

自分の前にいる選手を直線だけで抜く戦法。
- 捲り追い込み

自分の前にいる選手を4コーナーあたりから抜く戦法。
- マーク

自分の前にいる自力型選手をゴール直前に抜く戦法。

## 自在型タイプ
- 何でもこなせる選手

## その他の戦法
- 切り替え

逃げた選手が抜かれたので、抜いた選手の後ろにつく戦法。または、逃げた選手を捲くりにいった選手の後ろにいたが抜けないので、逃げた選手の方につく戦法。
- イン待ち

逃げる選手を打鐘前まで1番先頭で走り待ち自分がその選手の後ろに単独で付く戦法。
- イン粘り

逃げる選手を打鐘前まで1番先頭で走り待ちその選手の後ろをインコースで他の選手と取り合う戦法。
- 競り

ある一定の選手の後ろを2車又は3車並走して位置を奪い合うこと。勝負所では、身体の一部（頭・肘・肩）または自転車を合わせて位置を奪う事が多い。当然選手の見方ではイン競り（インコースの選手）とアウト競り（アウトコースの選手）とがあるが、イン競りの方が有利である。